# A Lovely Way to Die
A Lovely Way to Die is een Amerikaanse dramafilm uit 1968, geregisseerd door David Lowell Rich en met in de hoofdrollen Kirk Douglas, Sylva Koscina en Eli Wallach.

## Verhaal
De cynische politie-inspecteur Jim Schuyler (Kirk Douglas) neemt ontslag na klachten over zijn gewelddadig optreden. Hij wordt ingehuurd door advocaat Tennessee Fredericks (Eli Wallach) als de lijfwacht van de mooie Rena Westabrook (Sylva Koscina). Zij en haar minnaar Jonathan Fleming (Kenneth Haig) worden ervan beschuldigd haar rijke echtgenoot voor zijn geld te hebben omgebracht. 
Er ontstaat uiteraard een romance tussen Rena en Schuyler, die overtuigd raakt van haar onschuld en dat ten slotte kan bewijzen, waarbij hij intussen "vrijwel evenveel tijd aan Sylva als aan de oplossing van de zaak" besteedt.

## Rolverdeling
| Acteur          | Personage            |
| --------------- | -------------------- |
| Kirk Douglas    | Jim Schuyler         |
| Sylva Koscina   | Rena Westabrook      |
| Eli Wallach     | Tennessee Fredericks |
| Kenneth Haigh   | Jonathan Fleming     |
| Martyn Green    | Finchley             |
| Sharon Farrell  | Carol                |
| Ruth White      | Biddy, Cook          |
| Philip Bosco    | Fuller               |
| Ralph Waite     | Sean Magruder        |
| Meg Myles       | Mrs. Magruder        |
| William Roerick | Loren Westabrook     |
| Dana Elcar      | Layton               |
| Dolph Sweet     | Captain Haver        |
| Dee Victor      | Mrs. Gordon          |
| Ali MacGraw     |                      |

Ali MacGraw maakte in deze film haar filmdebuut in een klein bijrolletje 